# ФК Лимерик
Лимерик (на ирландски: Cumann Peile Bhaile Áth Luain; на английски: Limerick Football Club) е ирландски футболен клуб от град Лимерик. Основан през 1937 година. Играе домакинските си срещи на стадион „Маркетс Фийлд“ с капацитет 26 500 зрители.
Носил имената „Лимерик Юнайтед“, „Лимерик Сити“ и „Лимерик 37“.

## Успехи
- Ирландска висша лига
  -  Шампион (2): 1959/60, 1979/80
  -  Вицешампион (2): 1943/44, 1944/45
  -  Трето място (3): 1963/64, 1980/81, 1988/89
- Ирландска първа дивизия
  -  Шампион (3): 1991/92, 2012, 2016
- Купа на Ирландия
  -  Носител (2): 1971, 1982
  -  Финалист (3): 1964/65, 1965/66, 1976/77
- Трофей на Ирландската лига
  -  Носител (1): 1953/54
- Купа на Ирландската футболна лига
  -  Носител (3): 1975/76, 1992/93,[1] 2001/02
  -  Финалист (3): 2004, 2006, 2011, 2012
- Купа на Дъблин
  -  Победител (2): 1958/59, 1969/70

## В европейските турнири
| Сезон     | Турнир                        | Държ. | Клуб             | Резултат     |
| --------- | ----------------------------- | ----- | ---------------- | ------------ |
| 1960/61   | Купа на европейските шампиони |       | Йънг Бойс (Берн) | 0 – 5, 2 – 4 |
| 1965/66   | Купа на носителите на купи    |       | ЦСКА (София)     | 1 – 2, 0 – 2 |
| 1971/72   | Купа на носителите на купи    |       | Торино           | 0 – 1, 0 – 4 |
| 1980/81   | Купа на европейските шампиони |       | Реал (Мадрид)    | 1 – 2, 1 – 5 |
| 1999/2000 | Купа на УЕФА                  |       | Саутхямптън      | 0 – 3, 1 – 1 |
| 1982/83   | Купа на европейските шампиони |       | АЗ'67 (Алкмар)   | 1 – 1, 0 – 1 |

## Известни играчи
- Том Ахерн
- Дейви Уолш
- Джони Гавин
- Анди МакАвой
- Алфи Хейл
- Били Хамилтон
- Сам Алардайс

## Известни треньори
- Нийл Макдоналд
- Сам Алардайс